# Sá da Bandeira
La Sá da Bandeira era un corvetta a propulsione mista da 10 cannoni della Reale Marina portoghese, costruita in Portogallo nella prima metà degli anni sessanta del XIX secolo, e rimasta in servizio dal 1862 al 1884.

## Storia
La corvetta Sá da Bandeira, con scafo in legno, fu costruita presso l'Arsenale di Lisbona dal costruttore navale Rodrigo de Sousa Coutinho Teixeira de Andrade Barbosa Conte di Linhares, sul modello della nave inglese Archer. L'unità fu impostata nel giugno 1959, e varata il 30 gennaio 1862. La corvetta misurava 54,86 metri di lunghezza, dislocava 1.429 tonnellate, aveva un armamento su 14 cannoni da 32 lb e un equipaggio di 190 uomini. Nell'agosto 1862 salpò per l'Inghilterra dove presso gli East India Dock ricevette le macchine per la propulsione a vapore eroganti la potenza di 600 ihp, rientrando a Lisbona nel gennaio 1863. Nel 1863, salpò per Plymouth al comando del viceammiraglio George Sartorius Conte di Penha Firme. Completata la sua missione, salpò per Tangeri e Casablanca. Al suo ritorno, soccorse la fregata Don Fernando II e Gloria sulle coste del Portogallo e poi prese il mare in forza alla Divisione navale di riserva per un viaggio di addestramento. Nel 1864 salpò per la Stazione Navale dell'Angola, fermandosi a São Vicente, Santiago de Cabo Verde e Rio de Janeiro. Presso la Stazione Navale dell'Angola, effettuò diverse missioni, tra cui la navigazione verso Moçâmedes, una crociera lungo la costa, una missione in Zaire e scali nei porti di Novo Redondo, Benguela, Moçâmedes ed Equíminia. Nel 1865 salpò da Luanda per tornare in Portogallo. Quell'anno, salpò come parte di una Divisione navale per Bordeaux, trasportando il Re, la Regina e il Principe Ereditario. A causa del maltempo, la divisione arrivò a Vigo due giorni dopo, sbarcando la famiglia reale. Il 7 ottobre, la corvetta salpò per Vigo, con a bordo i bagagli dei sovrani e passeggeri. Nel 1866 lasciò Lisbona per Gibilterra per raggiungere successivamente la Stazione Navale di Macao. L'anno successivo navigò lungo la costa cinese, combattendo i pirati cinesi e svolgendo missioni in Siam e Timor. Nel 1868, fu riparata ad Hong Kong. Nel maggio di quell'anno, lasciò Hong Kong per il Giappone, trainando il trasporto Principe Don Carlos. La missione della corvetta era quella di fornire protezione ai sudditi portoghesi. Nel 1869, salpò per portare aiuto a Timor e andò da Dili a Batugadé due volte, trasportando truppe e rifornimenti. L'anno successivo, salpò per Macao, e nel 1871 fece ritorno in Patria. Nel 1874 lasciò Lisbona diretta alla Stazione Navale dell'Angola. Fece tappa a Porto Santo, Madeira, Desertas e Praia. Dal 1875 al 1879 eseguì diverse missioni in Angola, in particolare a Santa Helena, Moçâmedes, Ambrizete e Zaire. Nel marzo del 1879, la nave lasciò Luanda per tornare in Portogallo. La corvetta risultava infestata dalle termiti. Nell'agosto del 1880, l'ingegnere Conte di Linhares fu incaricato di ripulire la nave per eliminare il salalé e impedirne la diffusione ad altre navi. I macchinari furono smontati e tutti i metalli utilizzabili furono rimossi. Lo scafo fu utilizzato per un esperimento con i siluri, che ebbe luogo il 12 agosto 1884. Re Luigi I, il principe Carlo e l'Infante Augusto, insieme ai loro seguiti, osservarono gli esperimenti a Paço d'Arcos.